# Jhang
Jhang é uma cidade do Paquistão localizada na província de Punjab.